# Rye (Nowy Jork)
Rye – miejscowość w Stanach Zjednoczonych, w stanie Nowy Jork, w hrabstwie Westchester.